# Hypobarathra
Hypobarathra là một chi bướm đêm thuộc họ Noctuidae.

## Các loài
- Hypobarathra icterias (Eversmann, 1843)
- Hypobarathra repetita (Butler, 1889)